# Malavedan
Le malavedan est une langue dravidienne, parlée par environ 12 600 Malaveda qui résident dans les districts de Kottayam, Idukki, Pathanamthitta, Thiruvananthapuram, Kollam, dans l'État de Kerala, en Inde.

## Sources
- (en) Radhakrishnan S. Mallassery, 1984, Language of Malavedas, Journal of Tamil studies n°25, p. 40-49.